# Торрес, Хиль
Гиль Торрес (Gil Torres, также известный как Aegidius Hispanus, Egidio de Torres, Egidio Hispano) — католический церковный деятель XIII века. На консистории 1216 года был провозглашен кардиналом-дьяконом с титулярной диаконией Санти-Козма-э-Дамиано. Участвовал в выборах папы 1227 (Григорий IX), 1241 (Целестин IV), 1243 и 1254 (Александр IV) годов.